# تيرول فورارلبرغ
رايخسجاو تيرول فورارلبرغ (بالإنجليزية: Gau Tyrol-Vorarlberg ) قسمًا إداريًا لألمانيا النازية التي تتكون من فورارلبرغ ونورول تيرول (كلاهما في النمسا ). كانت موجودة من 1938 إلى 1945. لم تشمل شرق تيرول (Lienz)، والتي كانت بدلاً من ذلك جزءًا من رايخسجاو كارنتن.
بعد الهدنة الإيطالية مع الحلفاء، تم وضع المقاطعات الإيطالية في بيلونو وجنوب تيرول وترينتينو تحت السيطرة الألمانية المباشرة باعتبارها المنطقة التشغيلية لسفوح جبال الألب ( Operationszone Alpenvorland ، OZAV)، التي تم ضمها وإدارتها بحكم الواقع كجزء من تيرول - فورارلبرغ. 

## التاريخ
تم إنشاء نظام النازي غاو في الأصل في مؤتمر للحزب في 22 مايو 1926، من أجل تحسين إدارة هيكل الحزب. من عام 1933 فصاعدًا، بعد الاستيلاء النازي على السلطة، حل الغاو محل الولايات الألمانية بشكل متزايد كتقسيمات إدارية في ألمانيا.  في عام 1938 ضمت ألمانيا النازية النمسا، مع تقسيمها الأخير إلى رايخسجاو. 
يحكم كل غاو غاولايتر، وهو منصب أصبح أكثر قوة على نحو متزايد، لا سيما بعد اندلاع الحرب العالمية الثانية. كان الغولايتر المحلي مسؤولا عن الدعاية والمراقبة، ومنذ سبتمبر 1944 فصاعدا عن فولكسشتورم والدفاع عن الغاو.  
في مارس 1938 ضمت ألمانيا النازية النمسا، مع تقسيمها الأخير إلى رايخسجاو. 
تولى فرانز هوفر منصب غالاويتر في تيرول فورارلبرغ طوال تاريخ الرايخسجاو من 1938 إلى 1945.  
في نهاية الحرب العالمية الثانية، أصبحت تيرول فورارلبرغ منطقة الاحتلال الفرنسي في النمسا.